# 上海外高桥保税区条例
《上海外高桥保税区条例》是上海市为浦东新区制定的第一部地方性法规，1996年12月]9日，上海市第十届人民代表大会常务委员会第三十二次会议通过的。该条例1997年1月1日起正式实施。
《上海外高桥保税区条例》用地方立法的形式，明确了保税区的性质和功能：在理顺保税区的管理体制、简化海关监管手续、规范保税区的经营活动、提高保税区优惠政策的透明度等方面进行了明确规定。
《上海外高桥保税区条例》实施后，引起国内外投资者的广泛注意，提高了上海外高桥保税区的知名度，为进一步吸引外资创造了良好条件：《上海外高桥保税区条例》的出台，是完善外高桥保税区投资法制环境的一项重要举措，对保税区的发展起推动作用，在树立对外形象、保税区功能定位，避免政策随意性等方面具有积极作用。
外高桥保税区是1990年6月经国务院批准成立的中国第一个，也是最大的综合型、多功能的保税区。